# Ignacio de Jesús Prado
Ignacio „Nano“ de Jesús Prado Juarez (* 21. September 1993 in León) ist ein mexikanischer Radrennfahrer, der auf Bahn und Straße aktiv ist.

## Sportliche Laufbahn
Der Vater von Nano Prado war selbst Radsportler und nahm seinen Sohn mit zu einem Radrennen anlässlich eines Festes im Léoner Stadtteil El Coecillo. Obwohl untrainiert, schlug sich Prado bei diesem Rennen erfolgreich, so dass ihm der Vater ein eigenes Rennrad kaufte. Im Alter von 15 Jahren nahm er erstmals an offiziellen Rennen teil.
Bei den panamerikanischen Meisterschaften 2014 errang Prado die Silbermedaille im Einzelzeitfahren (U23). Im Jahr darauf gewann er insgesamt vier Medaillen auf Bahn und Straße: Zweimal Gold, im Einzelzeitfahren (U23) sowie im Scratch, jeweils Silber im Einzelzeitfahren der Elite sowie im Omnium. Bei den UCI-Bahn-Weltmeisterschaften 2016 in London wurde Prado Vize-Weltmeister im Scratch. Im selben Jahr wurde er für die Teilnahme an den Olympischen Spielen in Rio de Janeiro nominiert, wo er im Omnium Rang 15 belegte. 2018 gewann er die Einerverfolgung bei den Zentralamerika- und Karibikspielen.

## Erfolge

### Straße
2014
- Panamerikanische Meisterschaft (U23) – Einzelzeitfahren
- eine Etappe Mexiko-Rundfahrt
- Mexikanischer Meister (U23) – Einzelzeitfahren

2015
- Panamerikanische Meisterschaft (U23) – Einzelzeitfahren
- Panamerikanische Meisterschaft (Elite) – Einzelzeitfahren
- eine Etappe Mexiko-Rundfahrt
- Mexikanischer Meister (Elite, U23) – Einzelzeitfahren

2017
- Mexikanischer Meister (Elite) – Einzelzeitfahren

2018
- eine Etappe Vuelta Internacional Ciclista Michoacan

2019
- Panamerikameisterschaft – Einzelzeitfahren
- Mexikanischer Meister – Straßenrennen

2020
- Mexikanischer Meister – Einzelzeitfahren

2021
- Mexikanischer Meister – Einzelzeitfahren

### Bahn
2014
- Zentralamerika- und Karibikspiele – Einerverfolgung, Mannschaftsverfolgung (mit Diego Yépez, José Ramón Aguirre und Ignacio Sarabia Díaz)

2015
- Panamerikameister – Scratch
- Panamerikanische Meisterschaft – Omnium

2016
- Weltmeisterschaft – Scratch

2017
- Panamerikameister – Omnium

2018
- Zentralamerika- und Karibikspielesieger – Mannschaftsverfolgung (mit Edibaldo Rayas, José Infante und Ignacio Sarabia Díaz)
- Mexikanischer Meister – Einerverfolgung

2019
- Panamerikaspiele – Omnium
- Panamerikameister – Zweier-Mannschaftsfahren (mit Ignacio Sarabia Díaz)
- Panamerikameisterschaft – Scratch, Omnium

2020
- Mexikanischer Meister – Zweier-Mannschaftsfahren (mit Alfredo Ulises Castillo)

## Teams
- 2017 Sindicato de Empleados Públicos de San Juan
- 2018 Canel’s-Specialized
- 2019 Canel’s-Specialized
- 2020 Canel’s Pro Cycling
- 2021 Canel’s-Zeruono